# Жанатоган (Осакаровський район)
Жанатога́н (каз. Жаңатоған) — село у складі Осакаровського району Карагандинської області Казахстану. Входить до складу Садового сільського округу.
Населення — 12 осіб (2021; 66 у 2009, 226 у 1999, 824 у 1989).
Національний склад станом на 1989 рік:
- росіяни — 39 %.

До 2023 року село називалось Чапаєво.